# La raça indomable
La raça indomable (títol original en anglès: The Restless Breed) és un western estatunidenc d'Allan Dwan, estrenat el 1957. Ha estat doblat al català

## Argument[2]
Mitch Baker (Scott Brady) torna a una petita ciutat de Texas per venjar el seu pare assassinat per Ed Newton (Jim Davis). Només arriba, coneix el Reverend Simons (Rhys Williams) que acull Angelita (Anne Bancroft), una jove mestissa de qui s'enamorarà. Poc després el xèrif de la ciutat és assassinat per Cherokee (Leo Gordon) i els seus homes.

## Repartiment
- Scott Brady: Mitch Baker
- Anne Bancroft: Angelita
- Jay C. Flippen: Marshal Steve Evans
- Jim Davis: Ed Newton
- Rhys Williams: Rev. Simmons
- Leo Gordon: Cherokee
- Scott Marlowe: James Allan
- Eddy Waller: Caesar
- Harry Cheshire: Mayor Johnson
- Myron Healey: Xèrif Mike Williams
- Gerald Milton: Jim Daley - Bartender
- Dennis King Jr.: Hotel Clerk
- James Flavin: cap del Servei Secret
- Clegg Hoyt: Spud
- Marilyn Winston: Banee